# Лази (Мукачівський район)
Лази́ — село в Україні, у Мукачівському районі Закарпатської області. Входить до складу Нижньоворітської сільської громади. До 2020 року центр сільської ради.
У селі 295 будинків, у яких проживає 1100 осіб. В селі є Лазівська загальноосвітня школа I—II ступенів, дитсадок, фельдшерсько — акушерський пункт, сільська рада, бібліотека, сільське відділення зв'язку, АТС (автоматична телефонна станція). У селі 2 храми — православний і греко-католицький.

## Географія, топоніміка
Розташоване за 10 кілометрів від районного центру — смт. Воловець. Село лежить у підніжжі гір Бескидів між двома перевалами Верецьким і Менчул. По території села, з півночі на південь, протікає річка Лазівчанка. Лази межує з селами Воловецького району: Верхні Ворота, Завадка, Верб'яж, а також із селами Сколівського району Львівської області: Жупани, Верхнячка.
Назва села відноситься до дуже поширених по цілим Карпатам.Є вона і у Івано-Франківській області,і на території Польщі(колись населене українцями).
Загальна площа села 1003 га. Найбільшими урочищами є Вериліське, Кобза, Щербів, Ліпівка, Павлово, Мадярчина, Медвежово, Тінь, Кут, Маринцьова скала.
Вулиці називаються потоками по давньому руслу річки, а саме: Дербаліський, Матоліський, Романіський, Вершанський, Зарічна вулиця.

## Історія
В 1884 році на схилі Медвежої гори виявлено бронзовий скарб. у якому нараховувалося понад 200 предметів. В колекцію Т.Легоцького потрапило 111 предметів. Тут же в 1929 році знайдено ще три предмети. В околицях села в 1886 році виявлено бронзовий скарб з восьми предметів. Всі знахідки датуються епохою пізньої бронзи — раннього заліза.
У XIII ст. територія
нашого гірського краю — Верховини була
вкрита густими, мало прохідними лісами і була слабо заселена. Вона відносилася
до угорських володінь, подарованих угорським королем окремим феодалам. На ці
території землевласники завозили закріпачених селян, які вирубували ліси, готували пасовища, розводили пасіки, полювали, будували житла.
У поселення
завозили кріпаків селян, а також з дозволу короля туди переселялися німецькі, австрійські колоністи, які володіли різними ремеслами. Особи, які привозили у
ці поселення селян — кріпаків по договору з королем, землевласником, називалися
" солтисами ", " кенезами ". Деякі з них управляли поселеннями. Ці королівські
договори називалися кенезькими листами. Так виникли кенезькі поселення.
Село Лази походить від назв лази — луки, сінокоси — косниці і т. д. В старих географічних картах село Лази названо "
Тимшор ". Слово " Тимшор " походить від
румунського слова " тимшори — пасбище ", пасло.
Перша згадка про село є в
документах 1600 року з такою ж назвою, що підтверджується кенезьми листами
(договорами), а отже й кенезькими поселеннями.
Перші прізвища поселенців Лазів теж пов'язані з
назвами полів і пасовищ, земельних наділів, якими вони володіли. Це 
назви Погар, Крупини, українські (галичанські) Прокопова, Павлова, Козакова і
т.д. Прізвища перших поселенців нашого села були Чурило і Ігнат. Місцевість
Чурилово знаходиться по лівій стороні дороги вул. Центральна при в'їзді в село.
Село на відстані більш як 1000 км від Румунії. За розповідями предків відомо, що приблизно в XVII ст. румунське плем'я випасувало свою худобу, вівці в горах " Трансильванії " через Мараморош і остання станція пасла їх була Лази, звідки вони поверталися вкінці літа через Канору — Скотарське — Гукливе через Воловець, Міжгір'я до Буковини.
Між Воловцем і В. Воротами є гора «Менчул», це слово румунське, означає в перекладі — гора. Все це підтверджує, що тут були румуни. Поселенці були змішаним населенням і хорвати, угорці, шваби, німці. З хорватів тут залишилися прізвища: Радич, Ференц, Матола, з швабів — Дербаль і т. д.
Десь у XIV—XV столітті в селі була збудована дерев'яна церква (біля старого кладовища). Але під час великого урагану вона була зруйнована. Дзвони переніс вітер на значну відстань. Хрест з купола, за переказами старожилів, опинився на протилежному боці села. Саме на цьому місці спочатку було збудовано дерев'яну, а згодом кам'яну церкву, яку збудували у 1902 році. Вона ввійшла в історію села під назвою Свято — Михайлівська.Легенда про перенесення під час бурі  хрестів з церков,що суперечить законам фізики,надзвичайно поширена по Закарпаттю.Подібну легенду старожили розповідали в с.Ялове,в с.Тюшка та в інших селах.Витоки цієї легенди слід шукати  в часах короля Матяша Корвіна,якому  корона,за легендою,з неба впала на голову і він у 18 років став королем.Цим стверджувалось божественне походження влади короля.Легенди про перенесення в повітрі на значну віддаль дзвонів,  хрестів з церков мають сакральне,божественне значення,бо церква - не  проста споруда,її спорудження залежить від Промислу Божого.
Церква Св.Михайла з 1902 року була греко-католицька, 1936 року в селі православних не було.З 617-ти жителів греко-католиків було  571,євреїв 36,чехів і словаків -7.Ці дані станом на 1936 рік.
Трохи пізніше відкрилися церковні початкові школи, у яких священики і дяки вели навчання старослов'янською «русинською» та угорською мовах.
В березні 1241 року, через Н. Верецький перевал, монголо — татари під проводом Хана Батия, напали на Угорщину, прийшовши з війною через Київську Русь. Два роки загарбники грабували наш край. Були
спалені села, церкви нашої Верховини. Знаходились монголо — татари і в нашому селі.
У 1280 р. галицький князь Лев одружився з дочкою угорського короля Констанцією,отримав як посаг і 40 років володів Березьким комітетом і Мукачівським замком. У 1526 році турецький султан Сулейман Великий розгромив війська угорського короля Людовика II в битві під Мохачем. Внаслідок   угоди мадяр із Габсбургами у 1867 році. була створена Австро — Угорська монархія.
У 1848 році в Австро — Угорщині було скасоване кріпосне право (панщину). Селяни — кріпаки частково одержали землю. Пожвавилося сільськогосподарське виробництво. Почало розвиватись картоплярство. Вирощували буряки, бобові й зернові культури. Інтенсивного розвитку набирала торгівля. Влаштовувалися ярмарки, торги в Мукачеві, Н. Верецьких, у сусідній Галичині в с. Сможе.
У 1726 р. Мукачево потрапило до володінь
австрійського єпископа графа Лотара Ервіна Шенборна, а з 1728 р. — до його
племінника Фрідріха Карла Шенборна.
Утворилася Мукачівсько — Чинадіївська
домінія (об'єднання), власниками якої довгий час були Шенборни. Від
Берегова до Верецького перевалу всі земельні угіддя, ліси, села були
підпорядковані цій домінії.
В Лазах одна
чверть землі була у володінні графа Шенборна, німця із Відня. Він розводив багато овець і великої рогатої худоби. Домінія Шенборна,адміністративним центром якої було  Чинадієво,сталабагатогалузевим  товарним підприємством,яке добре функціонувало і проіснувало до  розпаду Австро-Угорщини в 1918 році.Частина сім,ї Шенборнів виїхали в Австрію,інші лишились в Чехословаччині.. Камінні будови в
селі продав єврею Готесман Цалко, який відкрив власну корчму в результаті того
більшість господарів лишились свого майна. В цей час були три єврейські
сім'ї в селі.
Близько 1800 року в Лазах були 2 водяні млини, один
біля Дербаліського потоку, інший — в Матоліському. В урочищі Касинцьово було
споруджено молочну ферму, куди із Швейцарії завозилися нові породи корів.
У 1750 р. на Верховині не вродила нива. Щоб
прозимувати худобу, селяни змушені були знімати
солом'яну покрівлю з хат. Багато тварин загинуло. З літописів відомо, що багато
селян помирало від голоду. Щоб
врятуватися, окремі з них виїжджали в Угорщину, Галичину, Молдавію. Села
Верховини наполовину опустіли, обезлюднились. Така доля спіткала і Лази. Це був
трагічний час для верховинського народу.
У 1868 р. школи були виведені з-під контролю церкви.
За реформою у Лазах була створена початкова школа з терміном навчання 3 роки. У
Н. Воротах діяла неповна середня школа (горожанська) з терміном навчання 6
років. Адміністративну роботу в селі виконували сільські управи на чолі із
старостою села.
Лази  завдяки грунтам і працелюбності людей не належали  до найбідніших в районі.Таку "почесну" роль відводили Канорі і Буківцю. У 1704 році в Лазах Олександр Дзямко мав 2 коней,4 воли,3 корови,40 овець,5 свиней,2 вулики бджіл.Дзямків було  семеро братів,і кожен мав близько того,що й Олександр.Про це пише історик тих часів Антоній Годинка,він наводить такий факт.
В інтересах панівних класів угорський уряд почав
проводити нову аграрну політику. Остання урбаріальна реформа Марії-Терезії була проведена в 1764-1772 роках..Для селянина визначався мінімальний наділ землі - телек(.Дві пожонські милі,або 1 гольд - близько 10 гектарів).Але  звичайно  на повний наділ землі не вистачало,і селянин мав  половину,четвертину ,восьму частину або і менше.Деякі взагалі не володіли землею.За користування землею селянин мав відпрацьовувати на пана 2 дні в тиждень.За рік виходило 52 робочі дні,якщо селянин працював власними кіньми або волами.Або 102(!) дні без них.Крім того,селянин мусів рубати і привозити пану дрова,а за це дозволялось збирати гілки і хмиз для себе.Коли пани полювали,селянин три дні мусів бути загонщиком звірів(гайчаком).Така була "ласка" Марії-Терезії.Документ про  реформу("Урбарій") був виданий на всіх мовах імперії,в т.ч. і на русинській,але не всі могли його прочитати(і зрозуміти).
З XVIII століття
селянами управляли старости сільської управи села: Штайнберг, Дербаль П., Григи
І., Дербаль Ф., Понзель І., Матоли В., Гафинець В., Биркович І., Дербаль
М. З того часу служили громаді села священики: Галактович, Грибовський, Кадар, Лар, Ченгері. Священик Ченгері служив в нашому
приході села до 1948 року. Школа села знаходилась в приміщенні, де в даний час
розташована шкільна їдальня. В ті часи тут проживали священики і знаходився
клас для навчання сільських дітей.
Вчителями при
початковій школі села, які працювали в різні періоди, були: Куштан, Ласов, Коцан, Шпонтак, Халанський, Поцко, Фегир, Попович, Сличко, Порохнавець, Коштура. Порохнавець В. М. працював завідувачем районної освіти в районі. Сличко
Ю. О. працював в нашому селі до 1975 року, родом із села В. Ворота.
Халанський був родом з Галичини, працював в нашому
селі з 1919 по 1938 рік. Про нього в старожилів села є відгуки як про високо освіченого педагога і культурного
діяча.
На початку XX століття багато лазівчан, шукаючи легшої долі, емігрувало в Америку. Чимало земляків воювало на фронтах Першої світової війни. Це Ю. Дербаль, І. І. Понзель, В. Ф. Щерецький, М. Ф. Щерецький, Ф. Ф. Дербаль. Воювали вони на боці Австро — Угорщини проти Росії. Частина з них була взята в полон під Києвом. Серед них
був і наш односельчанин Понзель І. І., який знаходився в полоні в Дарниці, під Києвом, з 1914 по 1917 рр.
У другій половині вересня 1914 року російська армія
прориває фронт у Галичині і з боями через Н. Верецький перевал проходить через
наш район. Бої велись в районі Н. Верецькі та Воловець. Фронт закінчився на
Закарпатті на початок 1919 р.
Недалеко від с. Підполоззя, біля річки Латориця, знаходиться кладовище похованих російських солдатів, які загинули тоді в боях під час Першої світової війни.
Позитивні зміни стались на Закарпатті і в нашому
селі після Жовтневої революції в Росії. В Угорщині теж вибухнула революція, влада перейшла до рук Угорської Народної ради. Було проголошено Угорську демократичну республіку. Австро — Угорська монархія розпалася. В Галичині було утворено Західно-Українську республіку. На Закарпатті утворилися три народні ради: Пряшівська, Ужгородська, Хустська.
Територія Закарпаття з половини 1919 року опинилась
в складі Чехословаччини. Змінився соціально — економічний і культурний розвиток
на селі. Було створено земельні комітети, проводилась аграрна реформа. Земельна реформа Чехословаччини передбачала виділення землі на користь безземельних та
малоземельних селян. Конфіскації
підлягали земельні ділянки вище 150 га сільськогосподарських земель та 250 га всіх земель. Не підлягали конфіскації тільки державні землі сільських общин. Але не всі селяни могли отримати землю, наділ землі отримували ті, хто міг заплатити за землю та мали чим її обробити.
В 1922 році в Н. Верецькі було засновано окружне районне споживче товариство: «Потребітельськоє Содружество». В краї було створено аграрне селянське об'єднання, «Земледільська Комора», головою якої було обрано нашого земляка з Лазів Щерецького В. Ф. Крім цього був обраний від нашого краю депутатом до Чехословацького парламенту. В 1922 році в селі Лази було засновано культурно — просвітнє товариство «Просвіта», яке потім називалось «Руськая Читальня».
На початку 1939 року в нашому краї проходять революційні події. За поданням президента А. Волошина сейм Карпатської України в Хусті проголошує незалежність Карпатської України. Чехословаччину окуповує гітлерівська Німеччина. Угорщина стає союзником Німеччини. Для захисту Карпатської України від ворогів організовується Карпатська Січ з бойових стрільців. Проти Карпатської України і Чехословацьких воїнів в Хусті воюють регулярні війська Угорщини. В складі Карпатських Січовиків багато емігрантів з Галичини, серед них був і Шухевич Р. Основні бої велись в Хусті, на околиці міста — Красному полі і інших місцях краю. Багато січових стрільців загинуло, частина попала в полон до угорців.
В березні місяці 1939 року Угорщина вела бої проти січовиків на околицях в с. В. Верецькі нашого району. Тут січовики підготували сильну оборону. Бої велись два дні. Подолавши опір січовиків у В. Верецькі, угорські війська під вечір 18 березня 1939 р. підійшли до села і польського кордону. В той час по Верецькому перевалу і Бескидах проходив кордон між Чехословаччиною і Польщею. В селі був розташований загін чехословацьких прикордонників. Основна казарма прикордонників знаходилась в центрі села, де в даний час збудована греко-католицька церква.
Карпатська Україна проіснувала недовго. В березні 1939 року вся територія «Підкарпатської Русі» була окупована Угорщиною. В Лазах був розташований прикордонний загін угорських прикордонників. Командир Лазівського прикордонного загону в той час був Молнар О., родом із села Жденієво.
17 березня 1939 на третій день окупації Карпатської України Мадярщиною мадярські жандарми гнали на перевал через села Нижні Ворота, Верб'яж, Завадка колони полонених, переважно галичан — вояків Карпатської Січі і передали їх польській прикордонній службі, яка розмістила полонених у підвалах своїх казарм. Наступного дня, 18 березня 1939 до сходу сонця полонені біли розділені на колони, відконвойовані вліво і вправо від перевалу по лінії кордону приблизно на півтора-два кілометри і розстріляні на закарпатській стороні над селами Нова Розтока і Верб'яж, та між селами Петрусовицею, Жупанами і Лазами. Число розстріляних, за оцінками свідків, становило 500—600 полонених. В даний час поблизу урочища Маринцьово, недалеко від перевалу, де були розстріляні і поховані січовики Карпатської Січі, стоїть хрест.
На честь воїнів Карпатської Січі, що загинули обороняючи Закарпаття від угорсько — нацистських окупантів, складена пісня «Пливе кача по Тисині».
22 червня 1941 року Німеччина війною нападає на Радянський Союз. У тяжкій боротьбі здобулася незалежність закарпатського краю.
Доленосним був для нас 1944 рік. Тоді, 26 листопада в Мукачеві відбувся історичний з'їзд Народних Комітетів Закарпаття, на якому було проголошено суверенну державу — Закарпатську Україну з приєднанням її до складу України.
Незабутньою датою для нас є 7 жовтня 1944 року — день визволення Лазів від німецько — нацистських загарбників.
22 січня 1946 року було створено Закарпатську область в складі Української республіки Радянського Союзу з обласним центром м. Ужгород. Наш район перейменували з Нижньо — Верецького на Воловецький з районним центром в с. Воловець.
Створюючи Народні комітети, проходить націоналізація промисловості, землі, лісів.
Проходило наділення малоземельних і безземельних селян. Земельні реформи проводились в інтересах широких і найбідніших верств селянства. Але недовго селяни володіли землею. В краї знову проходять аграрні перетворення. З 1948 року організовуються колективні господарства на селі — колгоспи.
В Лазах колгосп був організований в 1949 року, який спочатку називався ім. Сталіна, а потім в 1970 р. був перейменований на «Бескид». За колгоспом було закріплено 600 га сільськогосподарських угідь, з них 267 га ріллі. Першим головою якого був Дербаль М. В., а сільським головою села в ті далекі часи був Русин С. Колгосп був м'ясо — молочного напрямку з розвинутим картоплярством, вирощуванням льону і веденням садівництва. Проходить електрифікація села і механізація сільського господарства, організовується машино-тракторний парк для обслуговування сільськогосподарського виробництва, де багато років працював механіком Дербаль М. М.
В селі діяв зерновий млин, тарний цех, цегельний завод, електромонтажний цех Воловецького заводу «Електрон», лісопильна пилорама. Спочатку в селі була і діяла дизельно — електрична станція, яка працювала тільки в нічний час і яку обслуговував машиніст Дербаль І. М. Потім в шістдесятих роках була проведена загальна сільська електромережа. В сімдесятих роках в селі були збудовані нові будівлі колгоспного правління, двоповерховий садок, двоповерховий будинок для вчителів, школу, клуб, магазини. 
На початку 2000 р. проводиться будівництво підвідного газопроводу від В. Воріт зі сторони Воловця до села Лази. У вересні 2004 року було його закінчено і розпочато газифікацію села, яка була повністю закінчена в липні 2006 р.

## Населення
Згідно з переписом УРСР 1989 року чисельність наявного населення села становила 997 осіб, з яких 492 чоловіки та 505 жінок.
За переписом населення України 2001 року в селі мешкали 993 особи.

### Мова
Розподіл населення за рідною мовою за даними перепису 2001 року:
| Мова       | Відсоток |
| ---------- | -------- |
| українська | 99,61 %  |
| російська  | 0,39 %   |

## Архітектура
- Церква св. Архангела Михайла в Лазах

У 1692 році Лази були філією Верхніх Воріт. У 1733 році за священика Івана Ляховича в селі була дерев'яна церква св. Михайла з трьома дзвонами. За розповідями старожилів, дерево селяни заготовляли в місцевості Ліпівка.(Зараз тут знаходяться найродючіші наділи, а колись росли густі липові гаї, — тому й така назва).
Остання згадка про дерев'яну церкву належить до 1881 року, але, очевидно, вона ще стояла якийсь час після спорудження в 1902 році мурованої, або зберігалися її окремі частини, бо в 1920-х роках російський художник — дослідник Всеволод Саханев скопіював напис на верхній частині одвірка: «Изволенієм Отца, поспішенієм Сина и совершенієм Сятого Духа аминь создался храм сей року божого 1752 мця мая (26) за благословенієм боголюбимого еппа Мануила Олшавского, ктитор Стефан Корнаш избранний иереєм Михайлом».
Інший напис скопійовано з верхньої частини рами ікони Богоматері: "Сей образ купил Штефан Корнашів из братом Василем, своїм Михайлом и жонами своими и чадами за отпущениє гріхов и за помершихся родичів …"Написи на книгах повідомляли, що Євангеліє купила Марія Зрицична 1696 р., а Тріод — ієрей Іван Ляхович. Сучасну кам'яну церкву споруджували з 1902 по 1904 р. За легендою, на місце спорудження вказав хрест, знесений під час великої бурі зі старої дерев'яної церкви. Ділянку відпустив громаді Матвій Дербаль, а з пожертвувачів на храм відзначився Василь Щерецький. До спорудження храму прилучалися всі жителі села, але головним чином куратори П.Биркович, В. Биркович, Гафинець, Хлицко. За розповідями старожилів, камінь на будівництво церкви селяни заготовляли під Маринцьовою скалою і потім везли на возах, у які були запряжені воли.
У 1907 році, завдяки о. Івану Азарію, церкву помалювали і встановили новий іконостас, вирізьблений, за переказом, різьбярем Климовичем.
(На жаль, сучасний ремонт, проведений у храмі знівелював оригінальну самобутність і дивовижну талановитість неповторних виробів наших далеких предків). Церкву благословив на празник Успіння Пресвятої Богородиці о. Теодор Матяцко.
Біля церкви знаходиться дзвіниця, набагато більша за інші дзвіниці Воловеччини, поставлена близько 1931 року місцевим майстром В.Гафинцем. Нижній зрубний ярус і наступний каркасний, відповідають традиційним формам, але шатрове завершення з великою сферичною банею і чотирикутним шатром над нею нехарактерне для дзвіниці цієї місцевості. Подібні дзвіниці розповсюджені на галицькій Бойківщині в селах Нижнє Висоцьке, Яблунів, Матків. Тепер дзвіницю повністю оббито бляхою.
1922 року у Малих Геєвцях, у фабриканта Егрія, були виготовлені нові дзвони.
За свідченням В. Ф. Щерецького, у його "Хроніці села Лази ", дзвони відливали із срібних і мідних монет, пожертвуваних селянами. Уже понад 10 років настоятелем нашого храму є отець Василій (Симканич).

## Освіта
Школа у селі існувала здавна. Спочатку діти навчались у пристосованих для навчання приміщеннях, як правило у сільських дяків.
За свідченням В. Ф. Щерецького, першим йому відомим дяком -вчителем був Пашко. Це було 1890 року. Діти двічі на тиждень збиралися до хати — школи, яка знаходилася у центрі села, там, де зараз знаходиться будинок Матоли І. І.
Невдовзі від управителя Шенборна, (якому, як відомо, належали землі Мукачівської домінії, у тому числі й в Лазах), селяни купили корчму і господарську споруду. Корчму було перебудовано під школу.
У 1914—1918 рр. сільських дітей навчали дяки: Воробець, Лука Дем'ян із В.Воріт. Свідчення про це знаходимо і в його біографії: «Під час війни в 1917 і 1918 роках я був дяком в селі Лази тільки заради землі, яка належала дякам при парафіяльній школі. Хлопців і дівчат вчив церковному співу.»
За часів Чехословацької республіки життя при школі значно пожвавилось. У 1920 році була створена народна школа, у якій вже працювали вчителі з педагогічною освітою: Сімко, Шпонтак (виходець з Лучок на Мукачівщині), Біцко, Попович.
1931 року у школі вже було 4 вчителі. Дуже схвально старожили відгукуються про Халапського (виходець із с. Стройне Свалявського району), а також про Карпишинця.
Зокрема у "Хроніці села Лази знаходимо: «Халапський організував при школі театральний, хоровий і танцювальний гуртки, а також вечірні курси для тих, хто хотів навчитися читати».
В той час у селі можна було здобути хіба що початкову освіту, продовжити навчання можна було у Н.Воротах (горожанка), у Сваляві (гімназія), вишу ж освіту здобували одиниці в Ужгороді (вчительська або духовна семінарія).
З приходом радянської влади на Закарпаття у селі було засновано восьмирічну школу. Першим учителем був Левицький.
Хоча в цій школі давали більш ґрунтовні знання, діти і надалі вчилися у пристосованих приміщеннях.
Сьогоднішня будівля школи була прийнята в експлуатацію 1970 року.

## Видатні постаті
Щерецький В. Ф. — людина складної, не раз трагічної долі, політик, депутат чехословацького парламенту
Народився в селі Лази 1883 року.
Воював на фронтах Першої світової війни 1914—1917 рр. у складі австро-угорської армії. Потрапив у полон до росіян. Перебував заслання в м. Омськ. Повернувшись додому, поринув з головою у вир політичної боротьби, яка точилася тоді на Підкарпатській Русі, що перебувала у складі Чехословаччини. Став членом Аграрної партії. Від неї був висунутий депутатом парламенту 1925 року. 1929 року переобраний повторно. Організував кооперативне товариство «Дружество», був одним із засновників Народного дому в Лазах.
1948 року репресований і засуджений за статтею 54(4) до розстрілу, що замінили довічним ув'язненням.
Перебував у табірних пересилках у Житомирі, Бердичеві. Місце ув'язнення — Казахстан — Умер — Тау.
1954 року за амністією звільнений, невдовзі зміг повернутися додому. І хоч здоров'я було підірване табірними злигоднями, прожив ще 25 років.
Помер у Мукачеві у віці 95 років. Залишив по собі безцінний спадок — рукописну «Хроніку села Лази».Ось що писав про Щерецького Василь  Гренджа -Донський,чільний діяч Карпатської України в книзі "Щастя і горе Карпатської України"."Щерецький жив з дурноти населення,показався негіршою п,явкою від лихварів-жидів.Судово доказано,що бідним верховинцям  давав худобу на спілку,заробляючи на цій лихві 70 відсотків заробітку.Із селянської мозолиці став мільйонером."(Див. книгу "Щастя і горе...",Ужгород,вид."Закарпаття",2002,стор.93.)
Хроніка села Лази
Василь Щерецький у «Великому забавному и господарському Календарі на 1933 рік» опублікував статтю «Значеніє Русских Народних Домов на Подкарпатской Руси», у якій перераховує 14 Народних домів, дати їх відкриття у тодішньому Свалявському окрузі, куди входив і теперішній Воловецький район. Він стверджує це і у своїй рукописній книзі «Хроніка села Лази».
Перший Народний дім був побудований у с. Лази. Приблизні строки будівництва — 1922 −1923 рр.
Василь Щерецький скаржиться, що всі Народні доми носять назву «Русский Народний Дом» і тільки Верхнє — Веречанський називається «Дім Просвіти». Називає він також ініціаторів будівництва домів: В.Щерецький, М.Курах, И.Ковач, С.Лявинець, М.Парлаг, І.Дем'ян, В.Бучина, Ю.Пец, Ю.Реблян та інші. Будівництво дому в Лазах, як повсюди, селяни здійснювали за особистий рахунок при «незначительних державних подпорах». При Народних домах майже всюди відкривалися читальні, а також «торговля на дружественних началах», метою якої було зменшення залежності селян від лихварів — євреїв. Це підкреслює В.Щерецький у «Хроніці». «В своих Народних домах селяни свободно сходяться, там же устраиваются лекции, собрания, театральние представления и т.п.»
 Гогирчак 
Михайло Іванович — народний філософ, казкар. Народився в селі Лази 1909 року в багатодітній сім'ї. Мав хорошу пам'ять і чудову уяву. Почав складати казки з дитинства. У доброму товаристві міг розповідати казки годинами, тому люди і назвали його казкарем. Очевидці — його слухачі, стверджують, що деколи розказував по 25-30 казок. Частими його гостями були збирачі фольклору, особливо з Ужгородського національного університету. Кандидат філологічних наук Хланта Іван Васильович особисто записав від Казкаря більше ніж 50 казок. Михайло Іванович був бажаним гостем у школі, спілкувався із школярами.
Михайло Іванович помер 15 лютого 1999 року, проживши на світі 90 років. Однак і на схилі літ Казкар залишався мудрою і терплячою людиною.
Сютрик Андрій Андрійович (на прізвисько Левинець) — народний філософ, ясновидець, пасічник, збирач лікарських рослин.
Народився 1924 року в с. Лази у бідній селянській родині. Одружився з такою ж дівчиною без посагу. Був відомим на цілий район бджолярем, мав найбільшу у селі пасіку (70-80 бджолосімей). Збирав лікарські рослини, які потім здавав у аптеки. Не раз пропадав із села на цілий тиждень, блукав полонинами, гірськими хребтами, зриваючи цілющі зела. У колгосп не вступав, незважаючи на всі умовляння. Пророче мовив, що колгосп і так недовго існуватиме, тому нема потреби у нього вступати. Через це йому відрізали присадибну ділянку, однак він не міг зректися свого улюбленого заняття — бджолярства. Подивившись на людину, міг визначити її майбутнє. З жінкою прожив у шлюбі все своє життя. І навіть смерть подружжя була, здавалось, узгоджена: дружина померла наступного дня у чисту суботу перед Великоднем.
В день похорону бджоли обсіли його труну, а людей, що були присутні, не кусали, проводжали свого господаря аж на цвинтар. Наступного дня пороїлись і відлетіли, щоб уже більше не повернутись.
За місцевим повір'ям, той, хто помирає у дні, найближчі до Великодня — найбільшого і найсвітлішого свята християн, той праведник.
Іван Сенинець — просвітянин і
всебічно обдарована людина. Він
був і вправним
столярем, і голосистим дяком
у сільській церкві, і
активним засновником " Просвіти " (Народного дому) у Лазах, бджолярем, фотографом.
Народився 1901 року у Лазах у небагатій
селянській сім'ї.
Старожили розповідають, що
Сенинець згуртовував довкола
себе молодь у
спортивно — військову молодіжну
організацію " Січ ".
Іван Дем'ян
у своїй автобіографії
згадує: "Брат Іван запізнався
у Лазах із
столярем Іваном Сенинцьом, що вже
був членом львівської «Просвіти» і
одержував звідти українські
книжки ". А потім
продовжує: " Іван Сенинець із
Лазів, надіслав до Львова листа, з
проханням посилати книги
і в Лази, щоб і там
закласти читальню… Йому теж допомагали літературою галичани ".
Отож
можемо стверджувати, що
читальню у селі заснував
саме Сенинець.
В. Ф. Щерецький стверджує, що читальню було засновано 1930 року.
За свідченням його родичів з приходом угорських
окупантів змушений був переховуватися у
зв'язку з ймовірністю
арешту як активного учасника "Просвіти " і організатора
молодіжного союзу січових
стрільців.
Радянські
визволителі теж не дарували
земляку свободу з
тієї ж причини: Сенинець змушений був
виїхати із села разом з
дружиною в Ізмаїл. Це
сталося приблизно 1948—1949 року. Про подальшу долю односельця не відомо
нічого.
Дербаль Павло Іванович — полковник чехословацької армії, службовець військового
міністерства у Празі. Людина великих
здібностей і трагічно
нещасливої долі. Народився в селі
Лази 1924 року. З дитинства пас худобу у
заможного селянина. Одного разу
жителі Мукачівщини попросили його супроводити
їх через угорсько -польський кордон, що був неподалік, а
за це обіцяли йому
годинник. Хлопець, що ніколи не міг
би заробити на
подібну річ, погодився. На самій
переораній смузі пастушка
схопили польські прикордонники
. Так він опинився у
Стрийській в'язниці. В'язні виготовляли
приклади до рушниць. Павло перевиконував
щоденні норми, за це йому
давали більше харчів. Через 2
роки, відбувши покарання, був мобілізований
на фронт, воював у складі
чехословацького легіону.
Пройшов дорогами війни
до Берліна, отримав поранення.
Здібного і талановитого
юнака направили на навчання
у військове училище (м. Прага)
. Дослужився до
чину полковника. Був службовцем
військового міністерства.
Одружився з німкенею за походженням. Мали двох синів. Але дружина його зрадила і вчинила замах на вбивство чоловіка. Але не була засуджена, хоч важко поранений Дербаль і свідчив проти неї. Його сини, бажаючи, щоб їх матір було виправдано, засвідчили працівникам карного розшуку, що матері у час замаху на місці злочину не було. Жінку виправдали. Поліція підозрювала, що це було вбивство на замовлення, але через відсутність вагомих доказів справу невдовзі закрили.
Гафинець Іван Іванович - патріот, борець за правду і народ. Загинув смертю хоробрих у м. Хуст від рук угорських окупантів. Народився у селі Лази 15 січня 1906 року
в багатодітній родині Івана Михайловича і Гафії Федорівни Гафинець. Був найстаршим сином у сім'ї. Будучи
солдатом чехословацької армії, ретельно навчався військовій справі
і тому був підвищений до чину сержанта.
Революційна хвиля, що зародилась на сході, докотилась і до Закарпаття. Керівники Комуністичної партії Чехословаччини Богуміл Шмираль, Климент Готвальд, Антонін Запотоцький та їх однодумці посилили агітаційну роботу, у тому числі підпільно проводилася політична агітація в армії. Незабаром у військових казармах з'явилися листівки і брошури комуністичного спрямування. Розслідування цих фактів привело до термінової демобілізації сержанта Івана Гафинця, хоч його блискучі здібності могли б забезпечити йому кар'єру військового. Тому додому він повернувся у цивільній формі, але з комуністичними переконаннями.
За дорученням КПЧ Гафинець проводить агітаційну роботу в Лазах, Канорі, В.Воротах, Воловці.
Організовує читання газети «Карпатська правда», виступає на зборах, мітингах, організовує голодні походи, зустрічається з Емануїлом Клімою, Павлом Тереком, Олексою Борканюком.
1936 року — Голова Підкарпатського союзу молоді. Був чудовим оратором. Земляки обожнювали його. Органічно не переносив найменшої неправди і несправедливості. З початком подій Карпатської України був призначений комендантом Хуста. У тривожні березневі дні наступу гортистів Іван займався евакуацією майна та служб.
Загинув на околицях Хуста у березні 1939 року, а, отже, був активним учасником революційних подій Карпатської України.
Існують різні версії загибелі Івана Гафинця. Одні стверджують, що його розстріляли, інші кажуть, що йому відсікли голову. З уст рідних відомо, що героя розірвали кіньми.
Життя і смерть Івана Гафинця оповите чудовими легендами. Він має невмирущий вінець мученика за свободу і незалежність рідного краю. 

## Туристичні місця
- В 1884 році на схилі Медвежої гори виявлено бронзовий скарб. у якому нараховувалося понад 200 предметів. В колекцію Т.Легоцького потрапило 111 предметів.
- Тут же в 1929 році знайдено ще три предмети. В околицях села в 1886 році виявлено бронзовий скарб з восьми предметів. Всі знахідки датуються епохою пізньої бронзи — раннього заліза.

- св. Архангела Михайла